# Александровка Первая (Орловская область)
Александровка Первая – деревня в Болховском районе Орловской области. Входит в состав Новосинецкого сельского поселения. Население — 6 чел. (2010).

## География
Деревня находится в северной части Орловской области, в лесостепной зоне, в пределах центральной части Среднерусской возвышенности. Расположена на берегу реки Снытка.
Уличная сеть представлена одним объектом: Заречная улица.
Географическое положение: в 18 километрах от районного центра — города Болхов, в 36 километрах от областного центра — города Орёл и в 291 километре от столицы — Москвы.
Часовой пояс
Посёлок Васильевский, как и вся Орловская область, находится в часовой зоне МСК (московское время). Смещение применяемого времени относительно UTC составляет +3:00.
Климат близок к умеренно-холодному, количество осадков является значительным, с осадками даже в засушливый месяц. Среднегодовая норма осадков — 627 мм. Среднегодовая температура воздуха в Болховском районе — 5,1 °C.

## Население
Проживают (на 2017—2018 гг.) 6 жителей старше 60 лет.
| 2010 |
| ---- |
| 5    |

Гендерный состав
По данным Всероссийской переписи населения 2010 года в гендерной структуре населения мужчины составляют 50% (3 чел.), а женщины — 50% (3 чел.).

## Инфраструктура
Нет данных.

## Транспорт
Просёлочные дороги.